# Ploskozubcovití
Ploskozubcovití jsou skupina asi 90 druhů ryb považována za čeleď (Scaridae) nebo podčeleď čeledi pyskounovitých (Scarinae, Labridae). Největší druhové bohatství této skupiny se vyskytuje v Indo-Pacifiku. Žijí v korálových útesech, u skalnatého pobřeží a na pokrývkách mořské trávy a hrají významnou roli v bioerozi.

## Popis
Ploskozubci jsou pojmenováni podle svého chrupu který je odlišný od ostatních ryb, včetně jiných pyskounů. Jejich četné zuby jsou uspořádány v těsně propojené mozaice na vnějším povrchu jejich čelistních kostí a vytvářejí papouškovitý zobák (v angličtině mají název parrotfish), s nímž opilovávají řasy z korálů a dalších kamenitých substrátů (což přispívá k procesu bioeroze).
Maximální velikosti se v čeledi liší, přičemž většina druhů dosahuje délky 30–50 cm. Několik druhů však dosahuje délek větších než 1 metr a ploskozobec vysokočelý (Bolbometopon muricatum) může dosáhnout délky až 130 cm. Nejmenším druhem je ploskozubec růžový (Cryptotomus roseus), který má maximální velikost 13 cm.

## Sliz

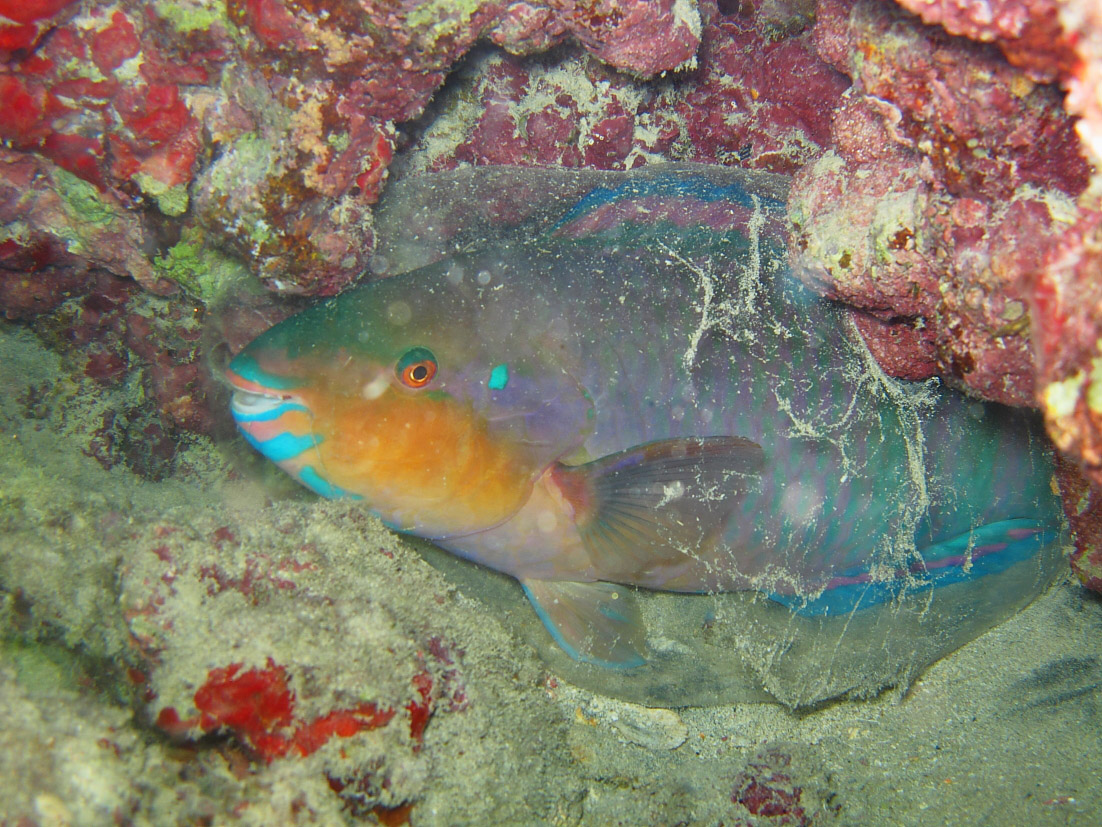
Ploskozubec brazilský (Scarus zelindae) ve svém hlenovém kokonu

Některé druhy ploskozubců, včetně ploskozubce královského (Scarus vetula), vylučují hlenový zámotek, zejména v noci. Před spánkem některé druhy vytlačují hlen z úst a vytvářejí kolem těla ochrannou kuklu, která obklopuje rybu a pravděpodobně skrývá její pach před potenciálními predátory. Tato hlenová obálka může také fungovat jako systém včasného varování, který umožňuje ploskozubcům uprchnout, když predátoři, jako jsou murény, naruší tuto membránu. Samotná kůže je pokryta další slizovitou látkou, která poskytuje ochranu před UV zářením a může mít i antioxidační vlastnosti, jež pomáhají při hojení, nebo odpuzovat parazity.

## Potrava

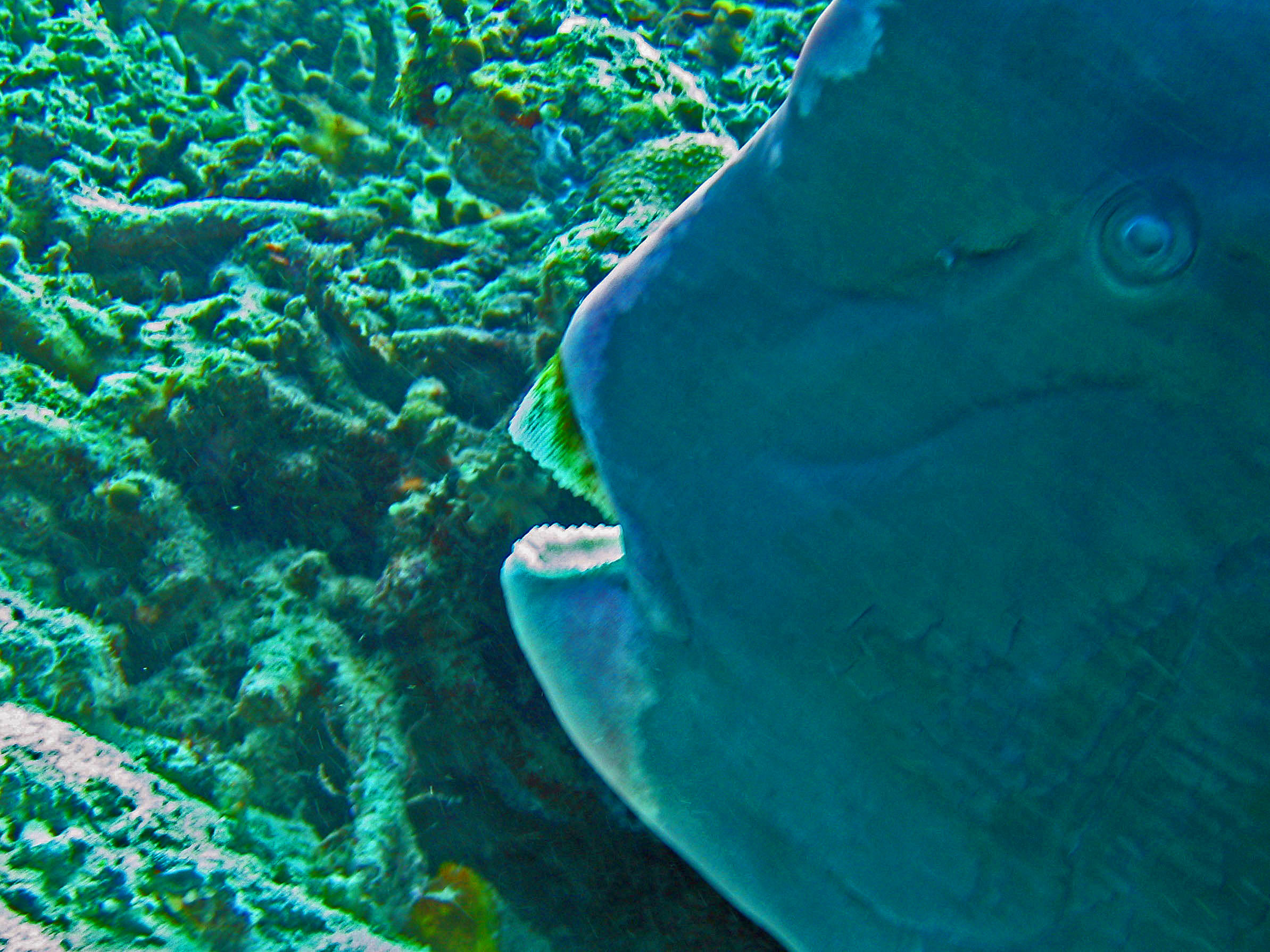
Silný zobák ploskozubce vysokočelého dokáže rozdrtit ty nejodolnější korály.

Většina druhů ploskozubců jsou býložravci, kteří se živí hlavně epilitickými řasami. Někdy konzumují celou řadu dalších malých organismů, včetně bezobratlých (přisedlé a bentické druhy a zooplankton), bakterií a detritů. Několik převážně větších druhů, jako je ploskozubec vysokočelý (Bolbometopon muricatum), se hojně živí živými korálovci (polypy). Žádný z nich není exkluzivní požírač korálovců, ale polypy mohou tvořit až polovinu jejich stravy nebo dokonce v případě ploskozubce vysokočelého i více. Celkově se odhaduje, že méně než jedno procento potravy ploskozubců tvoří živé korály a všichni kromě ploskozubců vysokočelých upřednostňují před živými korály povrchy pokryté řasami. Nicméně, když jedí korálové polypy, může dojít k lokálnímu odumření korálů. Tento druh obživy je důležitý pro produkci a distribuci korálových písků v útesovém biomu a může zabránit nadměrnému růstu řas ve struktuře útesu. Zuby neustále rostou a nahrazují materiál opotřebovaný krmením. Ať už se živí korály, kameny nebo mořskými trávami, substrát je rozemletý požerákovými zuby. Poté, co stráví jedlé části ze skály, vyloučí ji jako písek a pomáhají tak vytvářet malé ostrovy a písečné pláže. Ploskozubec vysokočelý vyprodukuje zhruba 90 kg písku každý rok tedy v průměru téměř 250 gramů na ploskozubce denně. Při krmení si musí ploskozubci dávat pozor na jednoho ze svých hlavních predátorů, žraloka citrónového. Na karibských korálových útesech jsou ploskozubci důležitými konzumenty hub. Nepřímým důsledkem pastvy na houbách je ochrana korálů vytvářejících útesy, které by jinak zarostly rychle rostoucími druhy hub.
Nověji zveřejněná hypotéza zpochybnila převládající paradigma ploskozubců jako konzumentů řas tím, že došla k závěrum, že „většina ploskozubců jsou mikrofágy zaměřené na sinice a další autotrofní mikroorganismy bohaté na bílkoviny, které žijí na (epilitických) nebo uvnitř (endolitických) vápenatých substrátů, jsou epifytické na řasách nebo mořských trávách, nebo endosymbiotické u přisedlých bezobratlých.“

## Životní cyklus

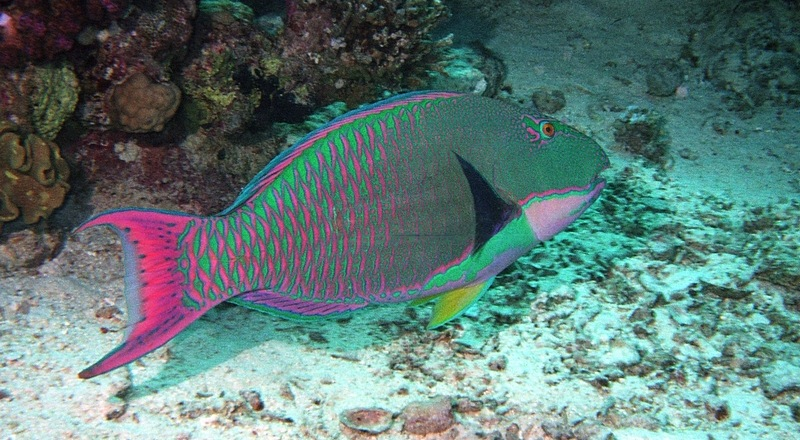
Ploskozubce dvoubarevného (Cetoscarus bicolor) popsal Rüppell v roce 1829. V roce 1835 omylem popsal terminální fázi uvedenou na této fotografii jako samostatný druh C. pulchellus.

Vývoj ploskozubců je složitý a je doprovázen řadou změn pohlaví a barvy (polychromatismus). Většina druhů jsou sekvenční hermafroditi, rodící se jako samice (známé jako počáteční fáze) a poté mění pohlaví na samčí (konečná fáze). U mnoha druhů, například u ploskozubce zeleného (Sparisoma viride), se řada jedinců rodí jako samci. Tito zrození samci obvykle nejvíce připomínají počáteční fázi a často vykazují jinou strategii páření než samci v konečné fázi stejného druhu. Několik druhů, jako je ploskozubec evropský (Sparisoma cretense), jsou druhořadými gonochoristy. To znamená, že některé samice nemění pohlaví (zůstávají samicemi po celý život), a ty ostatní semění ze samice na samce ještě nedospělé (samice přiopravené k reprodukci se již na samce nemění) a neexistují samci barevní jako samice (počáteční fáze u jiných ploskozubců). Ploskozubec travní (Leptoscarus vaigiensis) je jediný druh ploskozubce, o kterém je známo, že nemění pohlaví. U většiny druhů je počáteční fáze matně červená, hnědá nebo šedá, zatímco konečná fáze je živě zelená nebo modrá s jasně růžovými, oranžovými nebo žlutými skvrnami. U menšího počtu druhů jsou si fáze podobné, a u ploskozubců evropských je dospělá samice jasně zbarvená, zatímco dospělý samec je šedý. U většiny druhů mají mláďata jiný barevný vzor než dospělí. Mláďata některých tropických druhů mohou dočasně změnit barvu, aby napodobilia jiné druhy.  Tam, kde se pohlaví s věkem liší, byly pozoruhodně odlišné fáze často nejprve popsány jako samostatné druhy. V důsledku toho uznávali první vědci více než 350 druhů ploskozubců, což je téměř čtyřnásobek skutečného počtu.
Většina tropických druhů tvoří při krmení velká hejna a ta jsou často seskupena podle velikosti. Harémy několika samic, které vede jediný samec, jsou u většiny druhů normální, přičemž samci energicky brání svou pozici před jakýmkoli vyzyvatelem.
Jako pelagické plodnice vypouštějí samice ploskozubců do vody mnoho drobných, vznášejících se vajíčka, která se stávají součástí planktonu. Vajíčka se volně vznášejí a usazují se v korálech, dokud se nevylíhnou.

Změna pohlaví u ploskozubců je doprovázena změnami v cirkulujících steroidech. Samice mají vysokou hladinu estradiolu, střední hladinu T a neznatelnou hladinu hlavního rybího androgenu 11-ketotestosteronu. Během přechodu z počáteční do konečné fáze zbarvení dramaticky stoupají koncentrace 11-ketotestosteronu a hladiny estrogenu klesají. Pokud je samici injekčně podán 11-ketotestosteron, způsobí to předčasnou změnu gonadálního, gametického a behaviorálního pohlaví. 

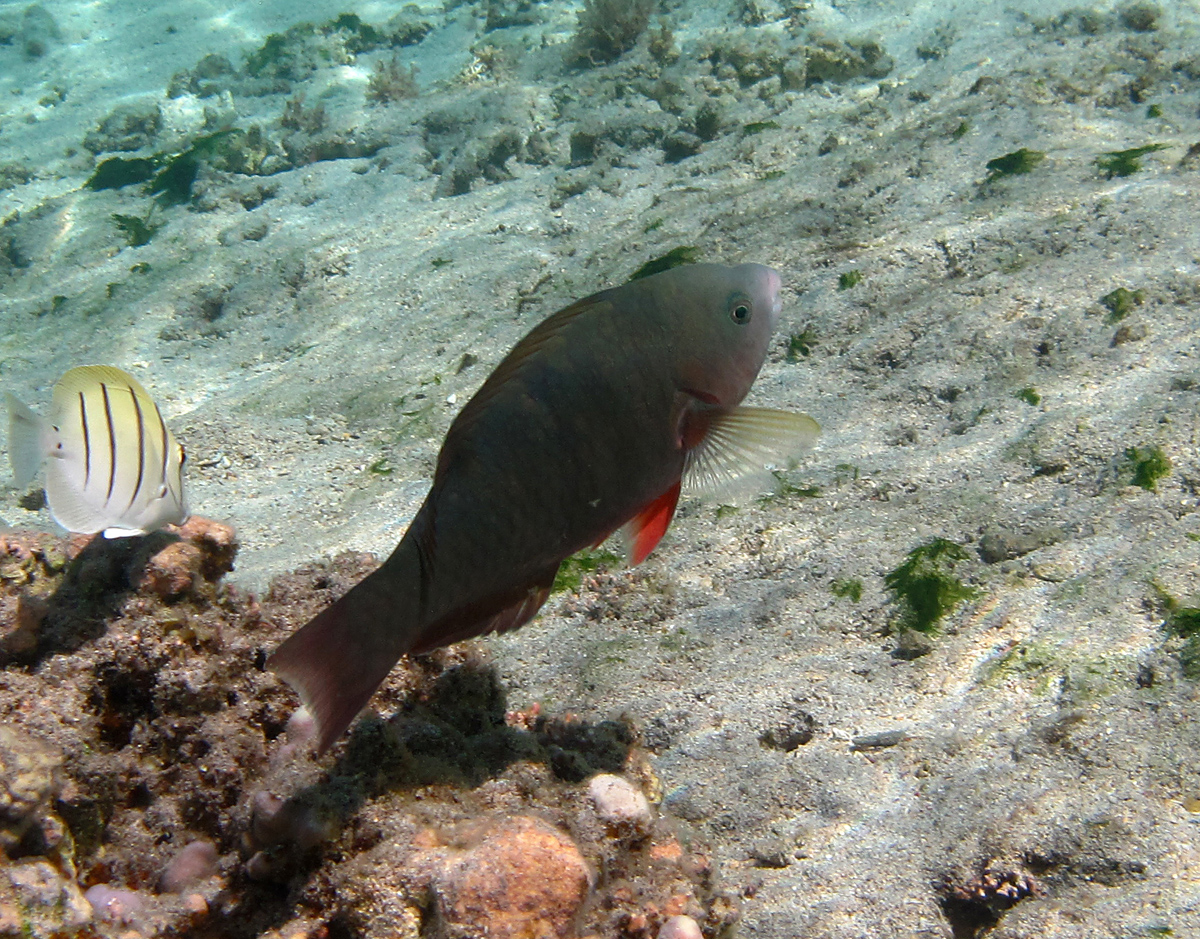
Samice Scarus psittacus (= počáteční fáze)
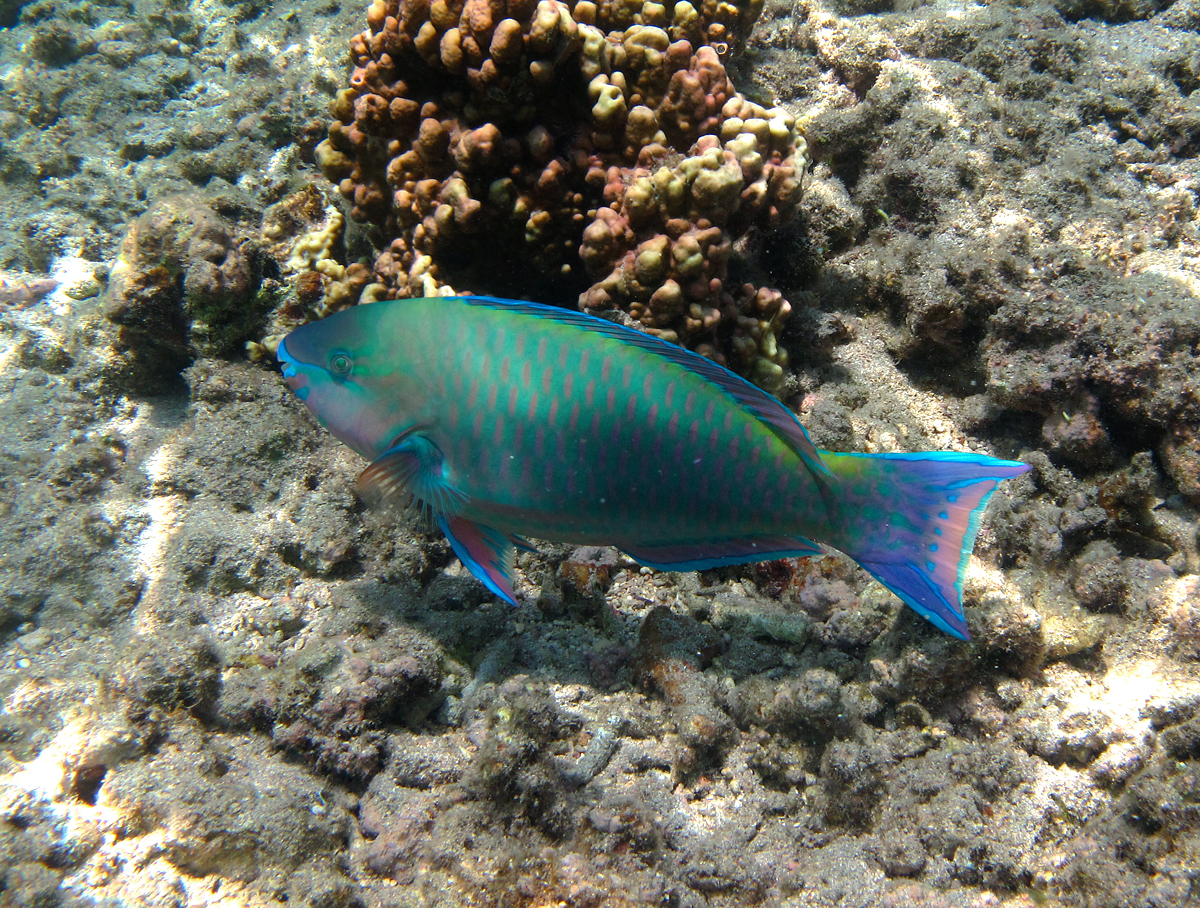
Samec Scarus psittacus (= konečná fáze)

## Ekonomický význam
Komerční rybolov se týká větších druhů, zejména v Indo-Pacifiku, ale také pro několik dalších, jako je ploskozubec evropský. Ochrana ploskozubců je navržena jako způsob, jak zachránit karibské korálové útesy před porostem mořskými řasami a houbami. Přes jejich nápadné barvy je jejich chování při krmení činí velmi nevhodnými pro většinu mořských akvárií.
Nová studie zjistila, že ploskozubci jsou nesmírně důležití pro zdravý vývoj Velkého bariérového útesu; je to jediný z tisíců druhů útesových ryb, který pravidelně provádí škrábání a čištění pobřežních korálových útesů.

## Taxonomie
Tradičně byly ploskozubci považováni za čeleď Scaridae. Ačkoli fylogenetické a evoluční analýzy ploskozubců stále probíhají, jsou nyní přijímány za klad v kmeni Cheilini, a nyní se běžně označuje jako scarinní labridy (podčeleď Scarinae, rodina Labridae). Některé úřady dávají přednost zachování ploskozubců na taxonomické úrovni čeledi, což vede k tomu, že Labridae nejsou vnímáni jako monofyletičtí.
Podle Světového registru mořských druhů je nicméně čeleď rozdělena do dvou podčeledí následovně:
- podčeleď Scarinae
  - rod Bolbometopon Smith, 1956 (1 druh)
  - rod Cetoscarus Smith, 1956 (2 druhy)
  - rod Chlorurus Swainson, 1839 (18 druhů)
  - rod Hipposcarus Smith, 1956 (2 druhy)
  - rod Scarus Forsskål, 1775 (53 druhů)
- podčeleď Sparisomatinae
  - rod Calotomus Gilbert, 1890 (5 druhů)
  - rod Cryptotomus Cope, 1870 (1 druh)
  - rod Leptoscarus Swainson, 1839 (1 druh)
  - rod Nicholsina Fowler, 1915 (3 druhy)
  - rod Sparisoma Swainson, 1839 (15 druhů)

Novější studie zachovávají Scaridae jako čeleď, ale umisťují je spolu s pyskouny čeledi Labridae a treskami Odacidae do řádu Labriformes, který je součástí Percomorpha. Rovněž nepodporují rozdělení Scaridae na dvě podčeledi.

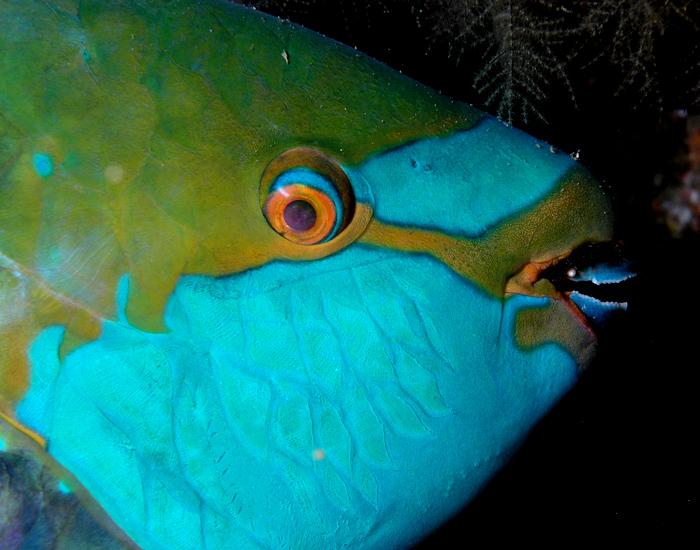

## Galerie

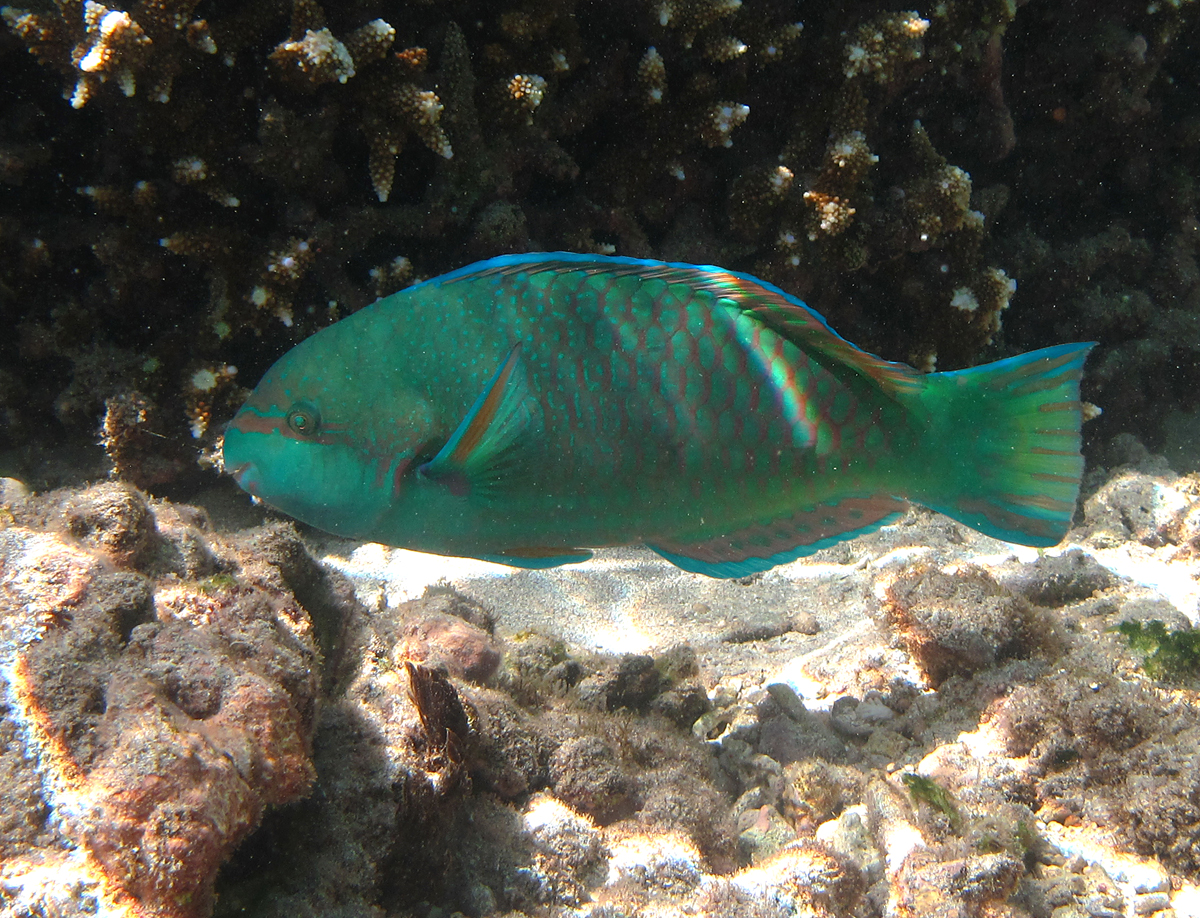
Scarus globiceps (samec)
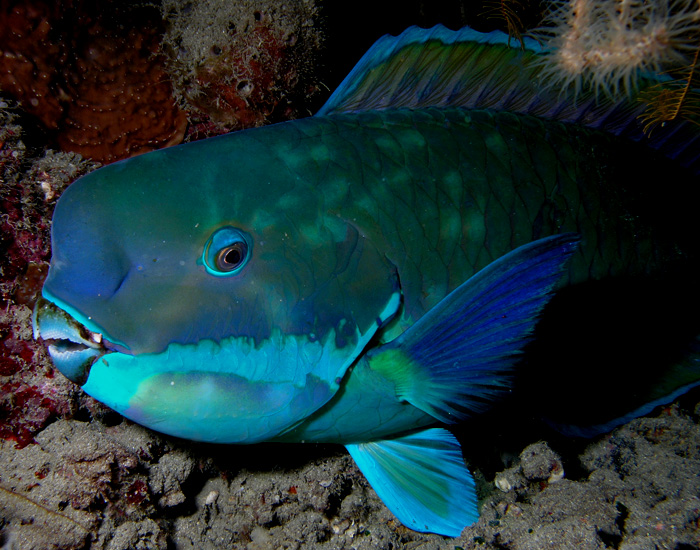
Chlorurus microrhinos
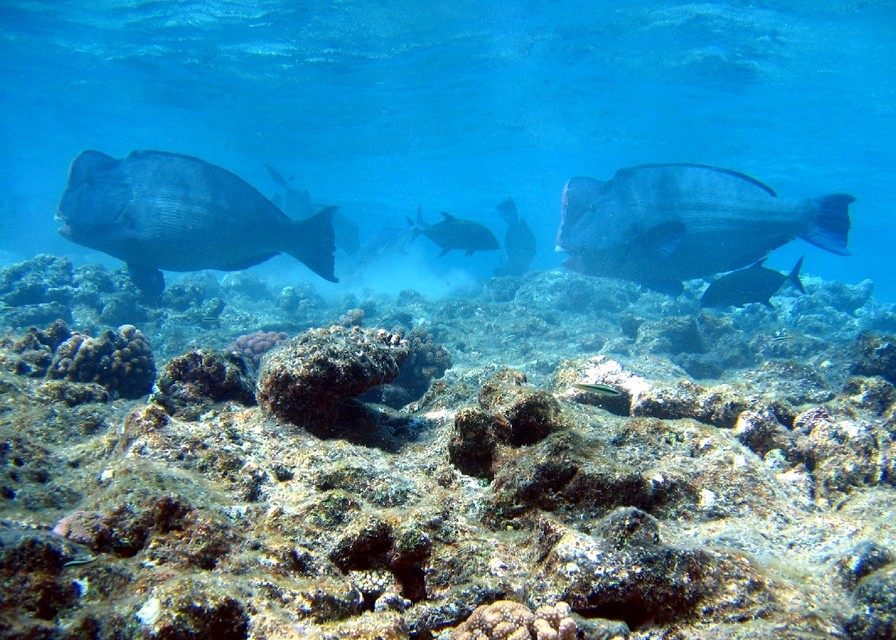
Bolbometopon muricatum
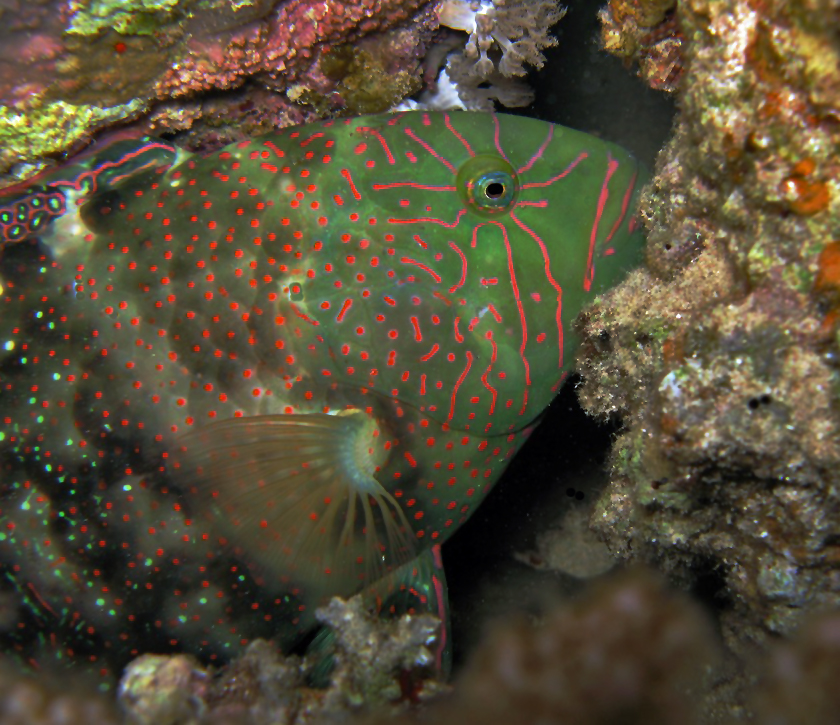
Calotomus viridescens
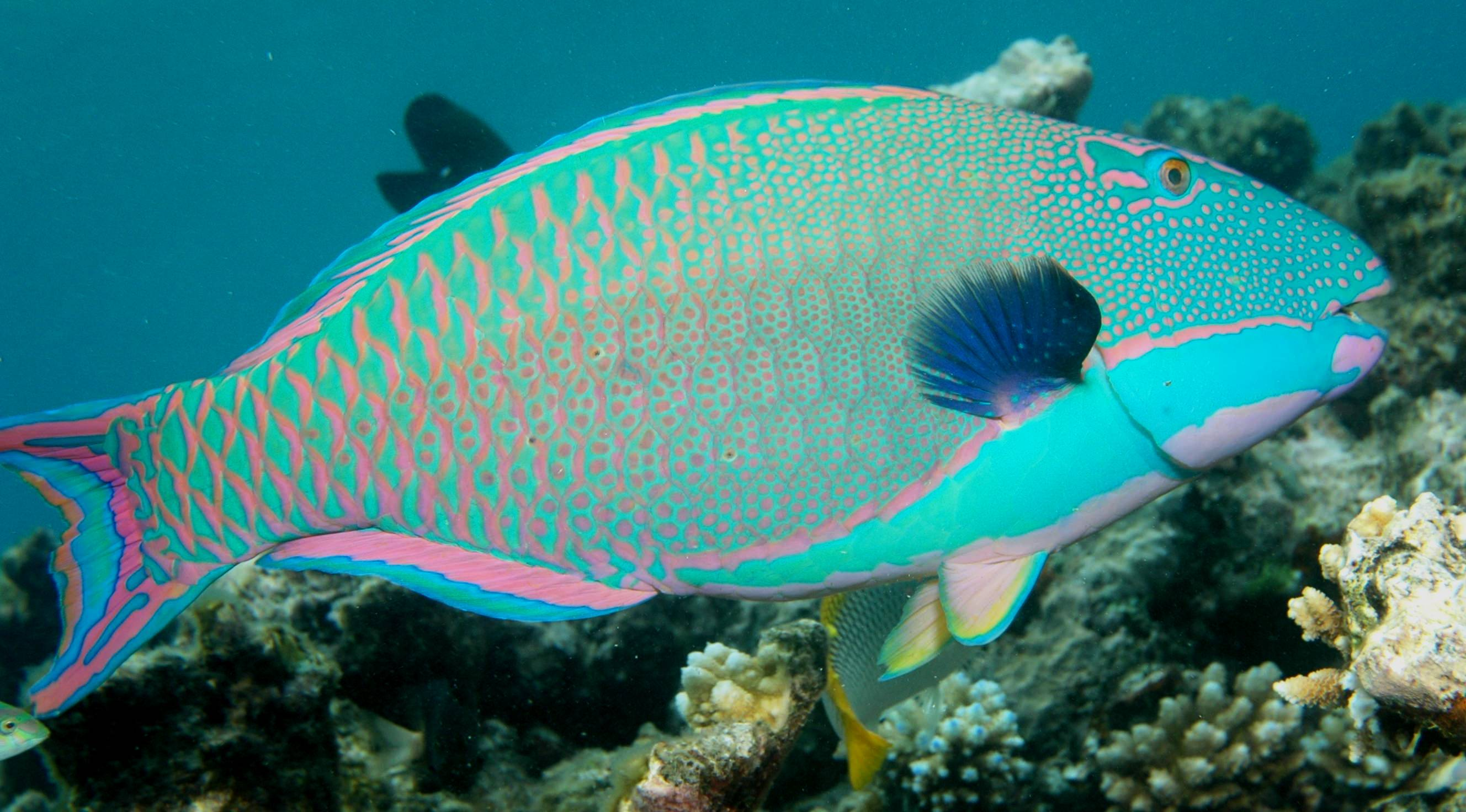
Cetoscarus ocellatus
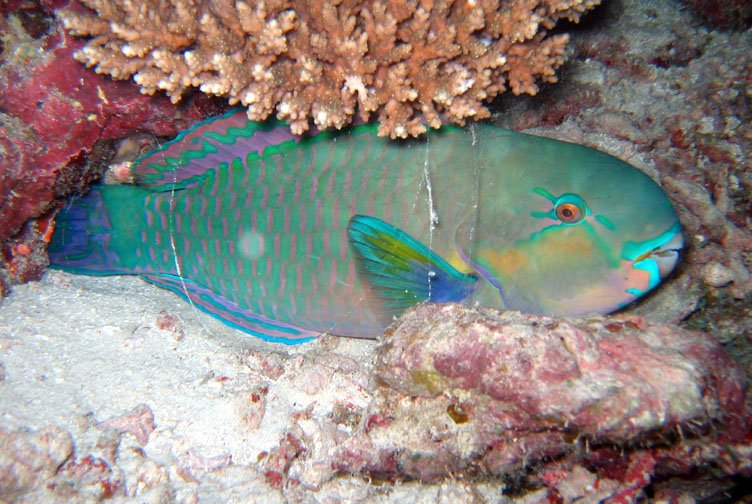
Chlorurus sordidus
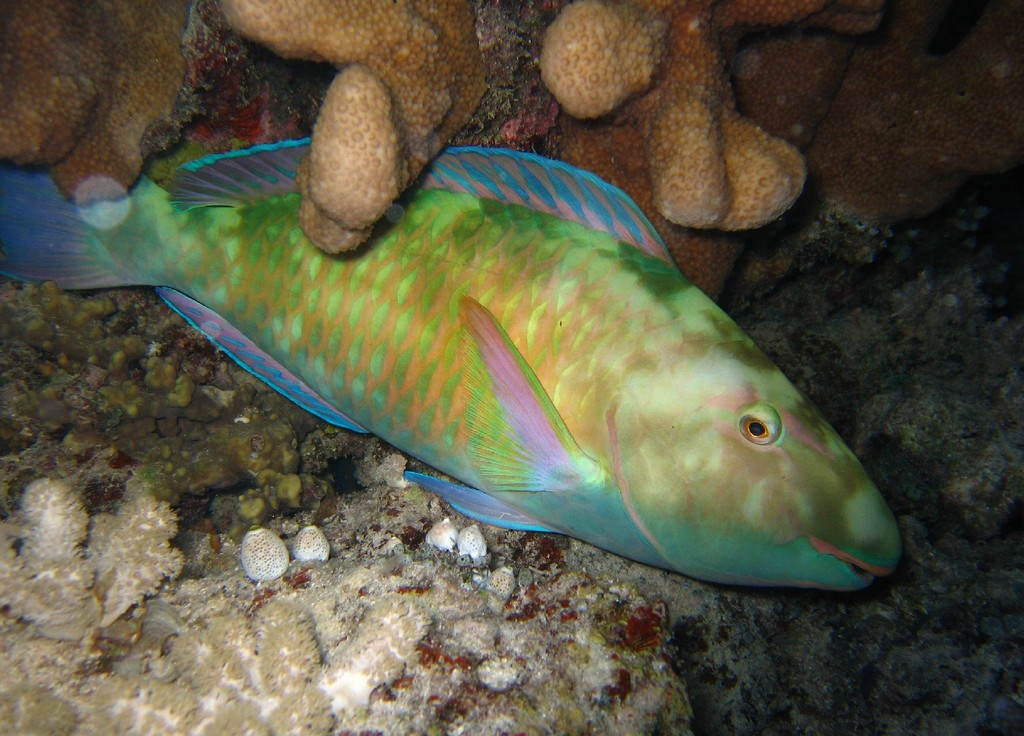
Hipposcarus longiceps
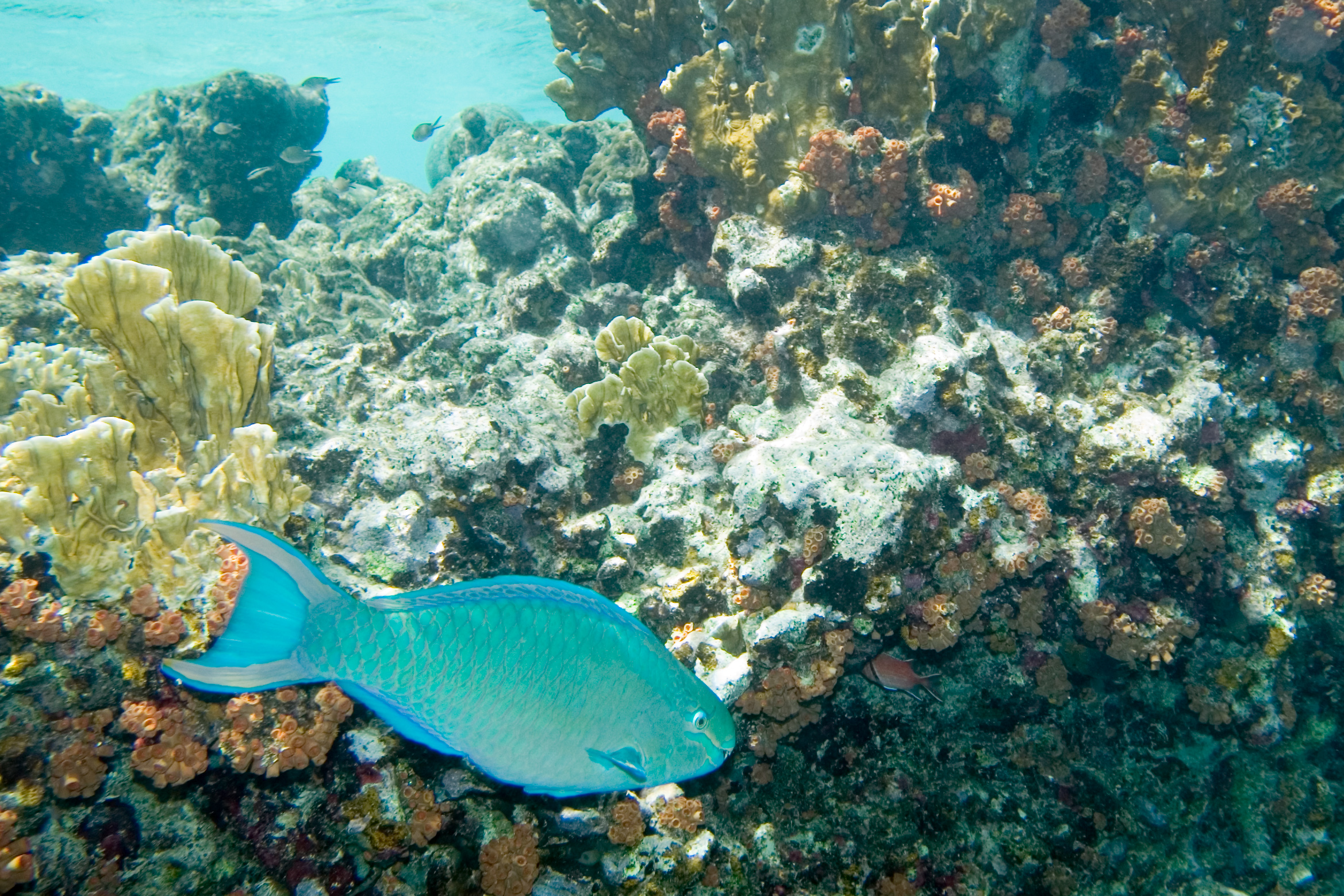
Scarus vetula
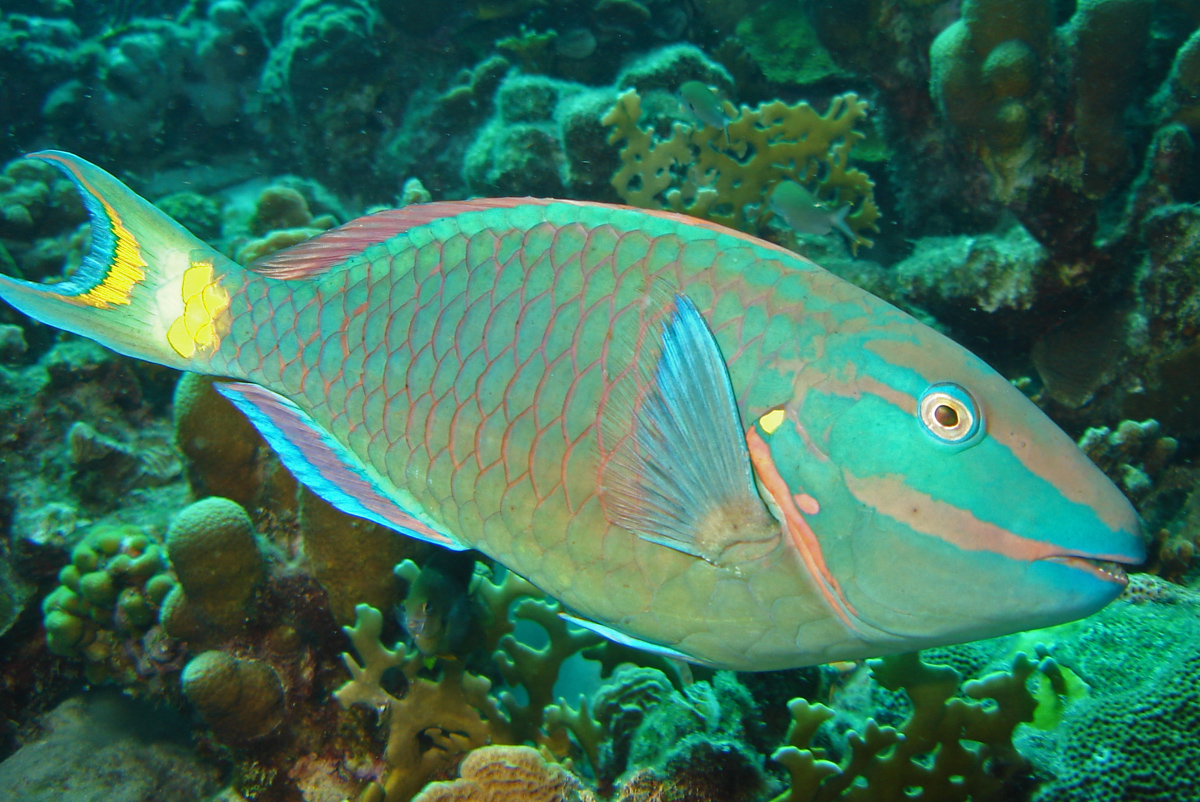
Sparisoma viride